# Феррари, Жилберто Жозе
Жилберто Жозе́ Феррари (порт.-браз. Gilberto José Ferrari; 9 января 1937, Кампинас — 15 июля 2016, Кампинас) — бразильский футболист, левый защитник.

## Карьера
Жилберто Жозе родился в семье Луиса и Розы Феррари. Он начал карьеру, выступая за любительские клубы родного Кампинаса, прежде чем в 1955 году пришёл в молодёжный состав клуба «Гуарани». Он начал играть за основной состав команды с 1956 года, появляясь сначала на правом, а затем на левом фланге защиты. В 1958 году Феррари подписал свой первый профессиональный контракт с заработной платой в 3600 крузейро в месяц. В 1963 году Жилберто Жозе перешёл в «Палмейрас», который искал замену Жералдо Скотто, сломавшего ногу. 3 марта Феррари дебютировал в составе «Вердао» в матче с «Гремио», который завершился со счётом 2:2. 4 августа он забил свой первый мяч за клуб, поразив ворота «Нороэсте». В том же году защитник выиграл свой первый трофей — чемпионат штата Сан-Паулу. Также в последующие годы Феррари выиграл ещё один чемпионат Рио, Турнир Рио-Сан-Паулу, Кубок Роберто Гомеса Педрозы и Чашу Бразилии. Последний матч за «Палмейрас» Жилберто Жозе провёл 18 января 1969 года с «Гуарани». Всего за клуб он провёл 293 матча (171 побед, 65 ничьих и 57 поражений) и забил 6 голов.
В 1969 году Феррари возвратился в «Гуарани», где выступал до 1970 года. Затем он играл за клубы «Комерсиал» и «Паулиста», где он завершил карьеру. Завершив выступления, футболист возвратился в Кампинас. Там он работал металлургом в компании Роберто Борша. А затем работал в мэрии Кампинаса, управляя спортивным залом Олимпиу Диас Порту в районе Сидад Жардин, принадлежащим муниципалитету.

## Личная жизнь
Феррари был женат. С супругой Терезой Исабел у него было четверо детей — Алфреду, Моника, Жилберту и Эвертон.
Он умер в возрасте 79 лет и был похоронен на кладбище Саудаде в Кампинасе.

## Международная статистика
| Матчи Ферарри за сборную Бразилии | Матчи Ферарри за сборную Бразилии | Матчи Ферарри за сборную Бразилии | Матчи Ферарри за сборную Бразилии | Матчи Ферарри за сборную Бразилии | Матчи Ферарри за сборную Бразилии | Матчи Ферарри за сборную Бразилии |
| --------------------------------- | --------------------------------- | --------------------------------- | --------------------------------- | --------------------------------- | --------------------------------- | --------------------------------- |
| №                                 | Дата                              | Место проведения                  | Оппонент                          | Счёт                              | Голы                              | Турнир                            |
| 1                                 | 7 сентября 1965                   | Сан-Паулу                         | Уругвай                           | 3:0                               | —                                 | Товарищеский матч                 |

## Достижения
- Чемпион штата Сан-Паулу: 1963, 1966
- Победитель турнира Рио-Сан-Паулу: 1965
- Обладатель Кубка Роберто Гомеса Педрозы: 1967
- Обладатель Чаши Бразилии: 1967